# Gómara
Pour les articles homonymes, voir Gómara (homonymie).
Gómara est une commune espagnole de la province de Soria en Castille-et-León.